# Munkebo Bakke
Munkebo Bakke är en kulle i Danmark. Den ligger i Region Syddanmark, i den centrala delen av landet i norra delen av orten Munkebo. Toppen på Munkebo Bakke är 52 meter över havet. Munkebo Bakke ligger på ön Fyn.
Trakten runt Munkebo Bakke består till största delen av jordbruksmark och tät bebyggelse.